# Kangourous de Pessac
 (janvier 2012).
Si vous disposez d'ouvrages ou d'articles de référence ou si vous connaissez des sites web de qualité traitant du thème abordé ici, merci de compléter l'article en donnant les références utiles à sa vérifiabilité et en les liant à la section « Notes et références ».
Stade
Maillots
Les Kangourous de Pessac est un club de football américain basé à Pessac dans le département de la Gironde en France affilié à la FFFA (fédération française de football américain).
Son nom officiel est : SPUC Kangourous de Pessac.

## Le club
Le club comprend :
- une équipe senior A évoluant en D2
- une équipe U19 évoluant en championnat de France junior
- une équipe U16 évoluant en championnat territorial Nouvelle Aquitaine
- une équipe U12/U14
- une équipe de cheerleading [4]

## Histoire

Ancien logo.

### La montée en D1 (1986-1994)
Le club est fondé en 1985 par deux passionnés de football américain. Après plusieurs années de tergiversations, le club participe pour la première fois au championnat de France de D3 en 1990 et se qualifie pour la finale. Promu en D2, le club s'améliore et atteint les quarts de finale en 1991, les demi-finales en 1992 et la finale en 1993 (défaite 9 à 0 face aux Météores de Fontenay-sous-Bois). Grâce à cette place de finaliste, le club accède à la D1 en 1994, mais ne parvient pas à se maintenir à ce niveau et descend en D2 dès la saison suivante.

### La continuité en D2 (1995-2002)
Le club reste en D2 pendant sept saisons. Il ne parvient pas à se qualifier pour les playoffs lors des deux premières saisons, ce qui l'empêche de participer au championnat en 1997. Le club se tourne alors vers une compétition annexe, l'Ouest Bowl, dont il remporte la deuxième édition face aux Firebirds de Nantes. Réintégré en D2, le club participe aux phases finales plusieurs années consécutives en 1998, 1999, 2000 et 2001. En 2002, le club rate sa saison et est relégué en D3.

### Des hauts et des bas en D3 (2003-2007)
Après une bonne saison en 2003, le club échoue en 2004 lors de la phase de poules des œuvres des Marauders de Cognac. Ils accèdent à la finale de conférence en 2006 ce qui leur permet de monter en D2. Malheureusement, la saison suivante, ils terminent derniers de leur poule et sont relégués en D3.

### Le titre de D3 (2008)
Le 8 juin 2008, après une saison 2008 sans défaite, les Kangourous deviennent champions de France de D3 en battant les Salamandres du Havre. Ce succès constitue le premier titre de champion de France du club et lui permet de retrouver la D2 un an après l'avoir quittée. 

### Le développement en D2 (2009-2012)
En 2009, les Kangourous assurent leur maintien en D2 grâce à un bilan de 3 victoires pour 7 défaites. En 2010, ils se qualifient à l'issue de la saison régulière (9 victoires pour une seule défaite) pour la finale de conférence mais s'inclinent face aux Centaures de Grenoble . En 2011, ils accèdent de nouveau après la saison régulière (8 victoires, 1 nul et 1 défaite) à la finale nationale qu'ils perdent 44 à 20 face aux Molosses d'Asnieres-sur-Seine. Ils perdent également en prolongation (15 à 8) le match de barrage pour la montée en D1 face aux Dauphins de Nice.

### La montée en Élite (2012-2014)
En 2012, grâce à une saison régulière parfaite (10 victoires sans défaite), les Kangourous accèdent de nouveau à la finale de la conférence Sud qu'ils remportent 29 à 8 face aux Centurions de Nîmes. Cette victoire leur permet d'accéder à un match de barrage qui permet au vainqueur d'accéder à la D1. Ce match est joué à Aix le 9 juin 2012 et Pessac l'emporte 16 à 0 face aux Argonautes ce qui permet à Pessac de remonter en D1. La finale nationale de D2 se déroule le 23 juin 2012 au Stade Bougnard de Pessac et oppose Pessac aux Templiers d'Élancourt (descendants de D1). Pessac gagne le match 37 à 30 et remporte le titre de D2.
Promus en D1 en 2013, les Kangourous battent en saison régulière les 2 finalistes de la saison précédente (les Blacks Panthers de Thonon-les-Bains et les Spartiates d'Amiens). Cependant, leur manque d'expérience au haut niveau ne leur permet pas d'accéder aux séries éliminatoires. Ils terminent leur première saison en D1 avec une fiche de 5 victoires pour autant de défaites à la 6ème place.
Après une encourageante première saison en D1, les Kangourous doivent faire face à de nombreuses pertes en termes d'effectif en 2014. Il encaissent un total de 349 points sur la saison pour 82 points inscrits. Ils ne gagnent qu'un seul match (contre les promus, les Météores de Fontenay-sous-Bois), finissent huitième de D1  et descendent en D2.

### D2 et D3 (2014-2020)
En 2015, les Kangourous remporte 8 de leur 9 matchs en saison régulière et se classent premier de la poule A Sud. Ils remportent la finale de conférences face aux centaures de Grenoble puis face aux Falcons de Bron. Mais l'équipe échoue face aux Gladiateurs de La Queue-en-Brie.
L'équipe finit vice-championne de France D2 (Casque d'or).
En 2016, les Kangourous ne peuvent pas valider leur saison en Elite par manque d'effectif. Les Kangourous se rabattent sur leur équipe "B" championne régionale et disputent la saison en championnat D3.
En 2017, les Kangourous remontent en D2 et terminent la saison à la troisième place de la poule A.
En 2018, les Kangourous poursuivent en D2 et terminent la saison encore à la 3e place de la conférence Sud - poule A.
En 2019, les Kangourous sont toujours en D2 dans la conférence Sud - poule A avec les Lions de Bordeaux. L'équipe finira encore troisième juste devant les Lions de Bordeaux.

### 2020 arrivée de la COVID
La saison  de D2 est stoppée par l'arrivée de la COVID et les Kangourous finissent à la troisième place de la conférence Sud - poule A. Et ils perdent leurs équipes jeunes nationales.

### 2022 retour à la compétition
La saison  2022 signe le retour à la compétition mais en D3. L'équipe termine la saison régulière à la deuxième place derrière les Ankou de Rennes.
Les kangourous n'accèdent pas aux phases finales.

### 2023 renforcement de l'équipe
En 2023, le club met en place une section de flag football avec entre autres une école de jeune axée vers ce sport dès 9 ans.

## Palmarès
| Championnat de France | Championnat de France | Championnat de France            | Championnat de France | Championnat de France | Championnat de France | Championnat de France | Championnat de France | Ouest Bowl          | Ouest Bowl         |
| --------------------- | --------------------- | -------------------------------- | --------------------- | --------------------- | --------------------- | --------------------- | --------------------- | ------------------- | ------------------ |
| Saison                | Division              | Résultat                         | Vic.                  | Nuls                  | Déf.                  | Pts pour              | Pts contre            | Édition             | Résultat           |
| 1990                  | D3                    | Finaliste                        | 0                     | 0                     | 0                     | 0                     | 0                     | -                   | -                  |
| 1991                  | D2                    | Quart de finaliste               | 0                     | 0                     | 0                     | 0                     | 0                     | -                   | -                  |
| 1992                  | D2                    | Demi-finaliste                   | 2                     | 0                     | 0                     | 18                    | 0                     | -                   | -                  |
| 1993                  | D2                    | Finaliste                        | 3                     | 0                     | 0                     | 94                    | 7                     | -                   | -                  |
| 1994                  | D1                    | Poules                           | 0                     | 0                     | 1                     | 18                    | 22                    | -                   | -                  |
| 1995                  | D2                    | Poules                           | 0                     | 0                     | 2                     | 20                    | 49                    | -                   | -                  |
| 1996                  | D2                    | Poules                           | 0                     | 0                     | 4                     | 7                     | 105                   | -                   | -                  |
| 1997                  | -                     | -                                | -                     | -                     | -                     | -                     | -                     | Ouest Bowl 1997 II  | Vainqueur          |
| 1998                  | D2                    | Quart de finaliste               | 3                     | 0                     | 0                     | 112                   | 0                     | -                   | -                  |
| 1999                  | D2                    | Demi-finaliste de conférence     | 3                     | 0                     | 0                     | 58                    | 6                     | -                   | -                  |
| 2000                  | D2                    | Quart de finaliste de conférence | 4                     | 0                     | 2                     | 144                   | 89                    | -                   | -                  |
| 2001                  | D2                    | Demi-finaliste de conférence     | 4                     | 0                     | 0                     | 150                   | 18                    | -                   | -                  |
| 2002                  | D2                    | Poules                           | 1                     | 0                     | 3                     | 83                    | 136                   | Ouest Bowl 2002 VII | Finaliste          |
| 2003                  | D3                    | Huitième de finaliste            | 5                     | 0                     | 3                     | 130                   | 127                   | -                   | -                  |
| 2004                  | D3                    | Poules                           | 3                     | 0                     | 3                     | 89                    | 67                    | Ouest Bowl 2002 IX  | Quart de finaliste |
| 2005                  | D3                    | Huitième de finaliste            | 6                     | 0                     | 2                     | 271                   | 67                    | -                   | -                  |
| 2006                  | D3                    | Finaliste de conférence          | 5                     | 0                     | 1                     | 209                   | 34                    | -                   | -                  |
| 2007                  | D2                    | Poules                           | 1                     | 0                     | 9                     | 123                   | 277                   | -                   | -                  |
| 2008                  | D3                    | Vainqueur                        | 10                    | 0                     | 0                     | 434                   | 80                    | -                   | -                  |
| 2009                  | D2                    | Poules                           | 3                     | 0                     | 7                     | 87                    | 176                   | -                   | -                  |
| 2010                  | D2                    | Finaliste de conférence          | 9                     | 0                     | 1                     | 258                   | 92                    | -                   | -                  |
| 2011                  | D2                    | Finaliste                        | 8                     | 1                     | 1                     | 226                   | 135                   | -                   | -                  |
| 2012                  | D2                    | Vainqueur                        | 10                    | 0                     | 0                     | 273                   | 95                    | -                   | -                  |
| 2013                  | D1                    | Poules                           | 5                     | 0                     | 5                     | 148                   | 133                   | -                   | -                  |
| 2014                  | D1                    | Poules                           | 1                     | 0                     | 7                     | 82                    | 349                   | -                   | -                  |
| 2015                  | D2                    | Vainqueur                        | 10                    | 0                     | 2                     | 379                   | 150                   | -                   | -                  |
| 2016                  | D1                    | Forfait général                  | Forfait général       | Forfait général       | Forfait général       | Forfait général       | Forfait général       | -                   | -                  |
| 2017                  | D2                    | 3° de Poule A Conf. Sud          | 3                     | 0                     | 5                     | 111                   | 175                   | -                   | -                  |
| 2018                  | D2                    | 3° de Poule A Conf. Sud          | 4                     | 0                     | 5                     | 133                   | 117                   | -                   | -                  |
| 2019                  | D2                    | 3° de Poule A Conf. Sud          | 6                     | 1                     | 3                     | 220                   | 108                   | -                   | -                  |
| 2020                  | D2                    | 3° de Poule A Conf. Sud          | 0                     | 1                     | 3                     | 27                    | 83                    | -                   | -                  |
| 2021                  |                       |                                  |                       |                       |                       |                       |                       |                     |                    |
| 2022                  | D3                    | 2° de Poule A Conf.Sud           | 4                     | 0                     | 2                     | 108                   | 99                    | -                   | -                  |

## Bilan

### Championnat de France
| Compétition            | Type       | Participations | M.J. | Vic. | Nuls | Déf. | Pts pour | Pts contre |
| ---------------------- | ---------- | -------------- | ---- | ---- | ---- | ---- | -------- | ---------- |
| D1 - Casque de diamant | Saison     | 3              | 19   | 6    | 0    | 13   | 248      | 504        |
| D1 - Casque de diamant | Play-off   | 0              | 0    | 0    | 0    | 0    | 0        | 0          |
| D1 - Casque de diamant | Total      | 3              | 19   | 6    | 0    | 13   | 248      | 504        |
| D2 - Casque d'or       | Saison     | 14(1)          | 51   | 32   | 1    | 28   | 1022     | 998        |
| D2 - Casque d'or       | Play-off   | 8              | 15   | 7    | 0    | 8    | 190      | 280        |
| D2 - Casque d'or       | Barrage D1 | 1              | 1    | 0    | 0    | 1    | 8        | 15         |
| D2 - Casque d'or       | Total      | 14             | 77   | 39   | 1    | 37   | 1320     | 1293       |
| D3 - Casque d'argent   | Saison     | 5              | 28   | 19   | 0    | 9    | 699      | 295        |
| D3 - Casque d'argent   | Play-off   | 4              | 8    | 4    | 0    | 4    | 162      | 144        |
| D3 - Casque d'argent   | Total      | 5              | 36   | 23   | 0    | 13   | 861      | 439        |
| TOTAL                  | TOTAL      | 20(2)          | 114  | 62   | 1    | 51   | 2199     | 1764       |

(1) Saison 2010/2011 comprise.
(2) Total de saisons en Casque de diamant, Casque d’or et Casque d'argent au terme de la saison 2014.

### Autres compétitions
| Compétition | Type     | Participations | M.J. | Vic. | Nuls | Déf. | Pts pour | Pts contre |
| ----------- | -------- | -------------- | ---- | ---- | ---- | ---- | -------- | ---------- |
| Ouest Bowl  | Saison   | 3              | 7    | 4    | 2    | 1    | 143      | 36         |
| Ouest Bowl  | Play-off | 3              | 5    | 4    | 0    | 1    | 80       | 60         |
| Total       | Total    | 3              | 12   | 8    | 2    | 2    | 223      | 96         |

### Equipe Junior
- Vice Champion de France en 2017 : Pessac 60-07 Fontenay
- Champion de France en 2018 : Pessac 20-15 Courneuve